# Hidrološki ciklus
Kruženje vode u prirodi nazivamo hidrološkim ciklusom. Isparavanjem sa velikih vodenih površina (okeana, mora, jezera, reka i sl.), zemlje i biljaka voda odlazi u gornje slojeve atmosfere gde se kondenzuje u vidu oblaka, da bi se kao atmosferske padavine (kiša, sneg) ponovo vratila na zemlju.
Na svom putu kroz atmosferu ona rastvara različite gasove prisutne u vazduhu kao što su kiseonik i ugljen-dioksid, kao i neke vrlo štetne gasove kao što su sumporni i azotni oksidi, a i skuplja i razne nečistoće kao što su čestice čađi, prašine, bakterije i sl. Dalje na svom putu kroz različite slojeve zemlje do nekog vodonepropusnog sloja, ona rastvara različite soli kao soli natrijuma, kalcijuma, magnezijuma, gvožđa i mangana, a i neke organske materije, tako da se u prirodi nikad ne nalazi čista.

## Osnovni procesi kruženja vode
- Osnovni procesi kruženja vode u zemljinom hidrološkom sistemu su:
  - Padavine - percipitation P
  - isparavanje – 
  - oticanje – outflow O
  - transpiracija –

pri tome u jednom trenutku vredi relacija {\displaystyle \ P=E+O} kada je {\displaystyle \Delta H=0.}.

## Zalihe vode - značajne retencije
Kada pričamo o kruženju vode kao o hidrološkom procesu logika nam nalaže, a i prirodno je da se uvek određene količine vode zadržavaju na pojedinim za to pogodnim područjima. I stoga postoje okeani, reke, prirodne i veštačke akumulacije, ledenjaci i slično. Najveća zaliha vode ili vodeni rezervoar su mora i okeani. Mora i okeani zauzimaju {\displaystyle 97\%=1.320x10^{6}km^{3}} od ukupne količine vode na zemlji - {\displaystyle (1.360x10^{6}km^{3})}. Ostatak je {\displaystyle 3\%=40x10^{6}km^{3}} i taj postotak zauzima slatka voda.
Zanimljivo je da od ukupne količine slatke vode 75% zauzimaju led i sneg, 24,5% zauzimaju podzemne vode i 0,5% zauzimaju ostale vode.
| Prirodno područje retencija | Zapreminski udeo vode (106 km³) | Postotak od ukupne količine vode na zemlji. |
| --------------------------- | ------------------------------- | ------------------------------------------- |
| Okeani                      | 1370                            | 97.25                                       |
| Ledene sante i glečeri      | 29                              | 2.05                                        |
| Podzemna voda               | 9.5                             | 0.68                                        |
| Jezera                      | 0.125                           | 0.01                                        |
| Vlaga u tlu                 | 0.065                           | 0.005                                       |
| Atmosfera                   | 0.013                           | 0.001                                       |
| Brzaci i rijeke             | 0.0017                          | 0.0001                                      |
| Biosfera                    | 0.0006                          | 0.00004                                     |

### Vodeni balans
Vodeni balans je rezultat analize hidroloških procesa kao delova hidroloških ciklusa na određenom prostoru u određenom vremenu.
Vodnim bilansom ili balansom voda se kvantitativno (količinski) opisuje hidrološki ciklus i njegove komponente, a zasniva se na opštem konceptu održanja mase.
{\displaystyle \ dW=U-I.}

gde je;
- {\displaystyle \ dW}- promena mase u ograničenom prostoru
- {\displaystyle \ U} - masa koja je ušla u taj prostor u određenom vremenu - predstavlja padavine kao ulaznu veličinu
- {\displaystyle \ I} - masa koja je izašla iz tog prostora u određenom vremenu - predstavlja isparavanje i oticanje kao izlaznu veličinu
  - pod prostorom se podrazumeva jedan deo zemljine površine, ali gornje postavke mogu vredeti na svim nivoima - od globalnog do lokalnog, od velikih prirodnih sistema npr. Zemlja do pojedinačnih vodoprivrednih sistema za transformaciju ili/i korištenje voda.

Iz gore navedenog vredi sledeća jednačina promene vodnih količina na nekom prostoru:
{\displaystyle \ U-I=\pm \Delta H}
- - za slučaj kada je promena vodnih količina na nekom prostoru jednaka nuli, odnosno {\displaystyle \ \Delta H=0.} tada vredi:
 {\displaystyle \ P=E+O_{1}+O_{2}.}

Gde su {\displaystyle O_{1}} i {\displaystyle O_{2}} brzo i sporo površinsko oticanje. Odnosno ulazna vrednost je jednaka izlaznoj. Tačno onoliko koliko je palo kiše ili doteklo vode toliko je i oteklo i/ili isparilo bez zadržavanja.

#### Jednačina vodnog balansa
{\displaystyle \ H+Q_{dd}+Q_{bd}-E-Q_{do}-Q_{bo}=\pm \Delta V}
gde је:
- {\displaystyle \ H}- predstavlja zapreminu ukupnih oborina
- {\displaystyle \ Q_{dd}} - predstavlja zapreminu ukupnog i direktnog dotoka s drugih područja - (brzi površinski dotok)
- {\displaystyle \ Q_{bd}} - predstavlja zapreminu ukupnog baznog dotoka s drugih područja (spori podzemni dotok)
- {\displaystyle \ E} - predstavlja zapreminu ukupnog isparavanja
- {\displaystyle \ Q_{do}} - predstavlja zapreminu ukupnog i direktnog oticanja na druga područja - (brzo površinsko oticanje)
- {\displaystyle \ Q_{bo}} - predstavlja zapreminu ukupnog i baznog oticanja na druga područja - (sporo podzemno oticanje)
- {\displaystyle \ \Delta V} - ukupna promena zapremine vode

#### Globalni vodni balans za svet
- za deo kopna koje se u more drenira vodotokovima, evapotranspiracija je {\displaystyle \ E_{TP}}.

{\displaystyle \ E_{TP}=P_{P}-R_{P}}. Gde su: {\displaystyle \ P_{P}} - padavine s tog dela kopna, a {\displaystyle \ R_{P}} - ukupne protoke vodotoka s tog dela kopna.
- za deo kopna koji se ne drenira evapotranspiracija je {\displaystyle \ E_{TA}}.

{\displaystyle \ E_{TA}=P_{A}}. Gde su: {\displaystyle \ P_{A}} - padavine s tog dela kopna
- za more evapotranspiracija je {\displaystyle \ E_{M}}.

{\displaystyle \ E_{M}=P_{M}+R_{P}}. Gde su: {\displaystyle \ P_{M}} - padavine na moru
- - Iz gore navedenog proizlazi da je za svet evapotranspiracija {\displaystyle ET} jednaka palim oborinama {\displaystyle P}

{\displaystyle \ ET=E_{TP}+E_{TA}+E_{M}=P_{P}+P_{A}+P_{M}=P}

#### Globalne vrednosti vodenog balansa za svet
Ispod su navedene prosečne vrednosti. Prikazani bilansni iskaz je prosečan i nisu uzete u obzir podzemne vode i sadržaj vlage u tlu.
- za deo kopna koji se drenira vodotocima u mora - {\displaystyle (116.800.000km^{2})}

oborine - 910mm - {\displaystyle (906.000km^{3})}
reke - 350 mm - {\displaystyle (41.000km^{3})}
evapotranspiracija - 560 mm' - {\displaystyle (65.000km^{3})}
- za deo kopna koji se neposredno ne drenira u mora - {\displaystyle (32.100.000km^{2})}

padavine - 238mm - {\displaystyle (7.500km^{3})}
evapotranspiracija - 238mm - {\displaystyle (7.500km^{3})}
- za svetska mora  - {\displaystyle (361.100.000km^{2})}

padavine - 1.140mm  - {\displaystyle (411.600km^{3})}
dotok rekama - 111mm  - {\displaystyle (41.000km^{3})}
evapotranspiracija - 560mm - {\displaystyle (65.000km^{3})}
- - Za svet u celini   - {\displaystyle (510.000.000km^{2})}

padavine - 1.030mm   - {\displaystyle (525.100km^{3})}
evapotranspiracija - 1.030mm  - {\displaystyle (525.100km^{3})}

## Vreme zadržavanja tečnosti
| Retencija             | Prosečno vreme zadržavanja |
| --------------------- | -------------------------- |
| Okeani                | 3,200 godina               |
| Ledenjaci             | 20 to 100 godina           |
| Sezonski sneg         | 2 to 6 meseci              |
| Vlaga u tlu           | 1 to 2 meseca              |
| Podzemna voda: plitka | 100 to 200 godina          |
| Podzemna voda: duboka | 10,000 godina              |
| Jezera                | 50 to 100 godina           |
| Reke                  | 2 to 6 meseci              |
| Atmosfera             | 9 dana                     |

Vreme zadržavanja vodnih količina je prosečno vreme koje je potrebno da se dogodi ciklus izmene tečnosti. Ako se posmatra jedno jezero tako da je u jednom trenutku sva voda koja se nalazi trenutno u tom jezeru stara voda, a sva voda koja u svakom sledećem novom trenutku doteče nova voda. Tada je vreme zadržavanja tečnosti ono koje je potrebno za potpunu zamenu stare tečnosti novom, teoretski - do poslednjeg molekula vode. S desne strane u tablici se mogu videti vremena zadržavanja tečnosti za pojedine medije, rezervoare ili zalihe vode na zemlji.
Podzemnoj vodi treba čak 1.000 godina kako bi se dogodio jedan ciklus zamene. Razlozi zbog čega se voda u tlu dugo zadržava su njena raspršenost položaja po porama podzemlja zemlje, procesi evaporacije i transpiracije ne postoje, a i ako postoje zanemarivi su, podzemna voda ne poseduje sposobnost bujičnog toka, već ako se kreće, kreće se brzinama od 1[m/dan] do 1[m/godina]. Što se tiče vode na kopnu, kako bi se dogodila padavina, voda treba da ispari sa tla, ali toj istoj vodi kad ispari treba vremena oko 9 dana da se kondenzuje i ponovno padne na tlo.

## Efekti na klimu
Kružni tok vode napaja se iz solarne energije. 86% globalnog isparavanja dolazi iz okeana, smanjujući njihovu temperaturu evaporativnim hlađenjem. Bez hlađenja, uticaj isparavanja na efekat staklene bašte doveo bi do znatno veće temperature površine od 67 °C (153 °F) i toplije planete.
Smanjenje ili prekoračenje akvifera i pumpanje fosilne vode povećavaju ukupnu količinu vode u hidrosferi, i pretpostavlja se da to doprinosi porastu nivoa mora.

## Efekti na biogeohemijski ciklus
Iako je sam vodeni ciklus biogeohemijski ciklus, protok vode iznad i ispod Zemlje ključna je komponenta ciklusa ostalih biogeohemikalija. Oticanje je odgovorno za gotovo sav transport erodiranog sedimenta i fosfora sa kopna do vodenih tela. Salinitet okeana potiče od erozije i transporta rastvorenih soli sa kopna. Poljoprivredna eutrofikacija jezera prvenstveno je posledica fosfora, koji se u vidu đubriva primenjuje u prekomernim količinama na poljoprivredna polja, a zatim transportuje kopnom i niz reke. Oticanje i protok podzemne vode igraju značajnu ulogu u transportu azota sa kopna do vodenih tela. Mrtva zona na izlazu iz reke Misisipi posledica je odvođenja nitrata iz đubriva sa poljoprivrednih polja i odvođenja niz rečni sistem do Meksičkog zaliva. Oticanje takođe igra ulogu u ciklusu ugljenika, opet kroz transport erodirane stene i tla.

## Spori gubici tokom geološkog vremena
Hidrodinamični vetar u gornjem delu atmosfere planete omogućava lakim hemijskim elementima kao što je vodonik da se kreću do egzobaze, donje granice egzosfere, gde gasovi tada mogu dostići izlaznu brzinu, ulazeći u svemir bez uticaja na druge čestice gasa. Ova vrsta gubitka gasa sa planete u svemir poznata je kao planetarni vetar. Planete sa vrućom nižom atmosferom mogu proizvesti vlažnu gornju atmosferu što ubrzava gubitak vodonika.

## Promene tokom vremena
Vodeni ciklus opisuje procese koji pokreću kretanje vode kroz hidrosferu. Međutim, mnogo više vode je „u skladištu“ tokom dužeg vremenskog perioda nego što se zapravo kreće kroz ciklus. Skladišta za ogromnu većinu sve vode na Zemlji su okeani. Procenjuje se da je od 332.500.0000 mi3 (1.386.000.000 km3) svetskog vodosnabdevanja, oko 321.000.000 mi3 (1.338.000.000 km3</sup) uskladišteno je u okeanima, ili oko 97%. Takođe se procenjuje da okeani snabdevaju oko 90% isparene vode koja ulazi u ciklus vode.
Tokom hladnijih klimatskih perioda, formira se više ledenih kapa i glečera, a dovoljno globalnog snabdevanja vodom se akumulira kao led da bi se smanjile količine u drugim delovima ciklusa vode. Obrnuto je tokom toplih perioda. Tokom poslednjeg ledenog doba, glečeri su pokrivali skoro jednu trećinu Zemljine kopnene mase, što je rezultiralo da su okeani bili oko 122 m (400 ft) niži nego danas. Tokom poslednjeg globalnog „toplog perioda“, pre oko 125.000 godina, mora su bila oko 5,5 m (18 ft) viša nego što su sada. Pre otprilike tri miliona godina okeani su mogli biti i do 50 m (165 ft) viši.

Naučni konsenzus izražen u rezimeu iz 2007. Međuvladinog panela o klimatskim promenama (IPCC) za kreatore politike je da se ciklus vode nastavlja da se intenzivira tokom 21. veka, iako to ne znači da će padavine porasti u svim regionima. U suptropskim kopnenim područjima – mestima koja su već relativno suva – predviđa se smanjenje padavina tokom 21. veka, povećavajući verovatnoću suše. Predviđa se da će sušenje biti najjače u blizini rubova suptropskih područja (na primer, Mediteranski basen, Južna Afrika, južna Australija i jugozapadne Sjedinjene Države). Očekuje se da će se godišnje količine padavina povećati u regionima blizu ekvatora koji su obično vlažni u sadašnjoj klimi, kao i na visokim geografskim širinama. Ovi obrasci velikih razmera prisutni su u skoro svim simulacijama klimatskih modela sprovedenih u nekoliko međunarodnih istraživačkih centara kao deo 4. procene IPCC-a. Sada postoji dovoljno dokaza da povećana hidrološka varijabilnost i klimatske promene odvijaju i da će nastaviti da imaju dubok uticaj na sektor vode kroz hidrološki ciklus, dostupnost vode, potražnju za vodom i alokaciju vode na globalnom, regionalnom, slivnom i lokalnom nivou. Istraživanja objavljena 2012. u časopisu Science zasnovana na površinskom salinitetu okeana u periodu od 1950. do 2000. potvrđuju ovu projekciju intenziviranog globalnog ciklusa vode sa slanim oblastima koje postaju slanije, a svežije oblasti postaju sve svežije tokom ovog perioda:
Fundamentalni termodinamički i klimatski modeli sugerišu da će suvi regioni postati sušniji, a vlažni regioni postati vlažniji kao odgovor na zagrevanje. Napori da se otkrije ovaj dugoročni odgovor u retkim površinskim posmatranjima padavina i isparavanja ostaju dvosmisleni. Pokazujemo da obrasci saliniteta okeana izražavaju prepoznatljiv trend intenzivirajućeg ciklusa vode. Naša pedesetogodišnja posmatranja globalne promene saliniteta površine, u kombinaciji sa promenama iz globalnih klimatskih modela, predstavljaju čvrste dokaze intenziviranog globalnog ciklusa vode sa stopom od 8 ± 5% po stepenu zagrevanja površine. Ova stopa je dvostruko veća od odziva projektovanog u klimatskim modelima trenutne generacije i sugeriše da će do značajnog (16 do 24%) intenziviranja globalnog ciklusa vode doći u budućem 2° do 3° toplijem svetu.
Instrument koji je nosio satelit SAC-D Akvarijus, lansiran u junu 2011, merio je salinitet globalne površine mora.
Glacijalno povlačenje je takođe primer promenljivog ciklusa vode, gde snabdevanje glečera vodom iz padavina ne može da prati gubitak vode usled topljenja i sublimacije. Glacijalno povlačenje od 1850. bilo je opsežno.

## Literatura
- Anderson, J. G.; Wilmouth, D. M.; Smith, J. B.; Sayres, D. S. (17. 8. 2012). „UV Dosage Levels in Summer: Increased Risk of Ozone Loss from Convectively Injected Water Vapor”. Science. 337 (6096): 835—839. Bibcode:2012Sci...337..835A. PMID 22837384. S2CID 206541782. doi:10.1126/science.1222978.

## Spoljašnje veze
- The Water Cycle Архивирано на веб-сајту  (15. март 2019), United States Geological Survey
- The Water Cycle for Kids Архивирано на веб-сајту  (8. јануар 2019), United States Geological Survey
- The water cycle, from Dr. Art's Guide to the Planet.
- Water cycle slideshow, 1 Mb Flash multilingual animation highlighting the often-overlooked evaporation from bare soil, from managingwholes.com.
- Will the wet get wetter and the dry drier? – Climate research summary from NOAA Geophysical Fluid Dynamics Laboratory including text, graphics, and animations